# Nadeo
Nadeo är ett franskt datorspelsföretag, mest känt för att utvecklat spelen i Trackmania-serien.
Spelen är huvudsakligen gjorda för att köras på Windows. 
Första spelen släpptes 2003, 2006 kom Trackmania Nations och Trackmania United.

## Ludografi
2003 :
- Trackmania
- Virtual Skipper 3

2004 :
- Trackmania: Power Up !

2005 :
- Trackmania Sunrise
- Trackmania Original
- Virtual Skipper 4
- Trackmania Sunrise: eXtreme!

2006 :
- Trackmania Nations
- Trackmania United

2007 :
- Virtual Skipper 5: 32nd America's Cup: The Game

2008 :
- Trackmania United Forever
- Trackmania Nations Forever
- Trackmania DS

2010 :
- Trackmania Wii
- Trackmania Turbo
- Trackmania 2 [1]

2010-2012
- QuestMania [2]
- ShootMania [3]